# Barbourofelis
Barbourofelis fou un dels barbourofèlids més recents. Feia 3,5 metres de llarg, pesava aproximadament 400 quilograms i tenia forma de lleó.
Aquest carnívor visqué durant el Miocè superior, fa entre 13,6 i 5,3 milions d'anys, a Àsia. Barbourofelis tenia les dents canines més llargues (23 cm) i les apòfisis més prominents de tots els barbourofèlids. En canvi, el volum cerebral de Barbourofelis era bastant petit en comparació amb altres feliformes. Caçava sobretot rinoceronts de potes curtes com ara el braquipoteri. Com que Barbourofelis tenia potes curtes i el cos de constitució robusta, no estava adaptat per córrer intensament, de manera que devia caçar per emboscada.